# تابان‌اوزو (بتلیس)
تابان‌اوزو {{ترکی|Tabanözü) (به کردی: Cûkûs) یک منطقهٔ مسکونی در ترکیه است که در بیتلیس واقع شده‌است. تابان‌اوزو ۲۴۸ نفر جمعیت دارد.